# Everybody Hurts
"Everybody Hurts" er en sang af det alternative rockband R.E.M.. Den blev oprindeligt udgivet på albummet Automatic for the People i 1992, men blev også udgivet som en single i 1993. Den toppede som nummer 29 på Billboard Hot 100, og toppede i top ti i Canada, Australien, Storbritannien, Irland og Frankrig.
I 2010 blev den genudgivet som en støttesingle til ofrene for jordskælvet i Haiti.

## Spor
Alle sange er skrevet af Bill Berry, Peter Buck, Mike Mills og Michael Stipe medmindre andet er indikeret.
US 7" og CD single
1. "Everybody Hurts" (Edit) – 4:46
2. "Mandolin Strum" – 3:26

"Collectors' Edition" CD 1 (UK)
1. "Everybody Hurts" (edit) – 4:57
2. "New Orleans Instrumental No. 1" (Lang Version) – 3:29
3. "Mandolin Strum" – 3:26

"Collectors' Edition" CD 2 (UK)
1. "Everybody Hurts" (edit) – 4:57
2. "Chance (Dub)" – 2:36
3. "Dark Globe" (Syd Barrett) – 1:51

German CD single
1. "Everybody Hurts" (edit) – 4:57
2. "Mandolin Strum" – 3:26
3. "Chance (Dub)" – 2:36
4. "Dark Globe" (Barrett) – 1:51

US 12" og CD maxi-single 1
1. "Everybody Hurts" (edit) – 4:57
2. "Mandolin Strum" – 3:26
3. "Belong" (live)[1] – 4:32
4. "Orange Crush" (live)[2] – 4:00

US 12" og CD maxi-single 2
1. "Everybody Hurts" (edit) – 4:57
2. "Star Me Kitten" (demo) – 3:05
3. "Losing My Religion" (live)[1] – 4:55
4. "Organ Song" – 3:25

UK kassettesingle
1. "Everybody Hurts" – 5:20
2. "Pop Song '89" – 3:03

UK og DE 7" single
1. "Everybody Hurts" (edit) – 4:46
2. "Pop Song '89" – 3:03

## Hitlister
| Hitliste (1993)                   | Højeste placering |
| --------------------------------- | ----------------- |
| Australian Singles Chart          | 6                 |
| Canadian Singles Chart            | 8                 |
| French Singles Chart              | 3                 |
| Irish Singles Chart               | 6                 |
| UK Singles Chart                  | 7                 |
| US Billboard Hot 100              | 29                |
| US Modern Rock Tracks             | 21                |
| US Mainstream Top 40              | 13                |
| Chart (2010)                      | Peak position     |
| UK Singles Chart                  | 92                |
| Chart (2012)                      | Peak position     |
| Tyskland (Official German Charts) | 83                |

## Helping Haiti støttesingle
Sangen blev genudgivet den 7. februar 2010 under titlen "Helping Haiti", for at samle penge ind til ofrene for jordskælvet i Haiti efter den britiske premierminister Gordon Brown havde bedt Simon Cowell om at arrangere en støttesingle. Cowell valgte "Everybody Hurts" og Brown fraskrive sig moms mens R.E.M. afskrev royalties. The release was under the name Helping Haiti.

### Medvirkende
Sangen blev fremført af følgende kunstnere (opstillet efter rækkefølgen de synger i):
- Leona Lewis
- Rod Stewart
- Mariah Carey
- Cheryl Cole
- Mika
- Michael Bublé
- Joe McElderry
- Miley Cyrus
- James Blunt
- Gary Barlow (fra Take That)
- Mark Owen (fra Take That)
- Jon Bon Jovi
- James Morrison
- Alexandra Burke
- Jason Orange (fra Take That)
- Susan Boyle
- JLS
- Mark Feehily (fra Westlife)
- Shane Filan (fra Westlife)
- Kylie Minogue
- Robbie Williams
- Kian Egan (fra Westlife)
- Nicky Byrne (fra Westlife)
- David Archuleta
- The Corrs

### Spor
1. "Everybody Hurts" – 5:24
2. "Everybody Hurts" (alternative mix) – 5:35

### Hitlister
| Hitliste (2010)                                             | Højeste placering |
| ----------------------------------------------------------- | ----------------- |
| Australien (ARIA)                                           | 28                |
| Østrig (Ö3 Austria Top 40)                                  | 23                |
| Canada (Canadian Hot 100)                                   | 59                |
| Tyskland (Official German Charts)                           | 16                |
| Irland (IRMA)                                               | 1                 |
| Italy (FIMI)                                                | 14                |
| Spanien (PROMUSICAE)                                        | 39                |
| Sverige (Sverigetopplistan)                                 | 21                |
| Netherlands (Dutch Top 40 Tipparade (Bubbling Under Top 40) | 5                 |
| New Zealand (RIANZ)                                         | 17                |
| Schweiz (Schweizer Hitparade)                               | 16                |
| Storbritannien Singles (Official Charts Company)            | 1                 |
| US Bubbling Under Hot 100                                   | 21                |

| Hitliste (2010)                      | Placering |
| ------------------------------------ | --------- |
| UK Singles (Official Charts Company) | 11        |